# 梅田ひでみ
梅田 ひでみ（うめだ ひでみ、6月8日 - ）は日本のフリーアナウンサー、リポーター。
TCP-Artistとは業務提携。

## 人物
愛知県出身。小学校、中学校、高校では野球部のマネージャーを務めていた。
趣味・特技はマラソン、野球観戦、旅行、日舞、アクション、殺陣、スノーボード、野球のスコア付け。
食育アドバイザー、パソコン検定3級、泳力検定3級、書道2段の資格を持っている。

## 出演歴
- 都市対抗野球（GAORA/TCN）リポーター
- いきいき越谷（TVS）リポーター
- Baystars Freak!!（SCN）リポーター
- 誰だって波瀾爆笑（NTV）アシスタント
- おしゃれイズム（NTV）アシスタント
- あらぶんちょ!（TCN）リポーター
- あらぶんちょ内・走るためのピラティス（TCN）コーナーMC
- 実況パワフルプロ野球2014（コナミ）ウグイス嬢
- プロ野球スピリッツ2015 (コナミ) ウグイス嬢
- 目指せ!甲子園!（YOUテレビ）リポーター
- ひらつか市民ガイド（SCN）リポーター
- AMD FAN FES in AKIBA MC